# Ochrymy
Ochrymy – wieś w Polsce, położona w województwie podlaskim, w powiecie hajnowskim, w gminie Narewka.
| SIMC    | Nazwa     | Rodzaj  |
| ------- | --------- | ------- |
| 0037010 | Baczyńscy | kolonia |
| 0037026 | Bielscy   | kolonia |

Nieoficjalną częścią wsi są Podochrymy.
W latach 1975–1998 wieś administracyjnie należała do województwa białostockiego.
2 lipca 1942 Niemcy wysiedlili mieszkańców do Lewkowa, a wieś zniszczyli.
Prawosławni mieszkańcy wsi należą do parafii Świętych Apostołów Piotra i Pawła w Lewkowie Starym, a wierni kościoła rzymskokatolickiego do parafii św. Jana Chrzciciela w Narewce.